# История почты и почтовых марок Сейшельских Островов
История почты и почтовых марок Сейшельских Островов описывает развитие почтовой связи на
Сейшельских Островах, островном государстве, расположенном на 115 островах архипелага в западной части Индийского океана, примерно в 1500 километрах к востоку от материковой части Африки, к северо-востоку от острова Мадагаскар, со столицей в Виктории. Британское колониальное владение Сейшельские острова находилось под управлением Маврикия с 1810 года по 1903 год. Первые почтовые марки выпущены в 1890 году. Независимость была предоставлена в 1976 году.
Республика Сейшельские Острова входит во Всемирный почтовый союз (ВПС; с 1977), и её официальным почтовым оператором является государственная «Почтовая служба Сейшельских островов» (Seychelles Postal Service).

## Развитие почты

### Первые почтовые отправления
С 1848 года на почтовых отправлениях Сейшельских островов использовались почтовые марки Маврикия, которые встречаются с почтовым штемпелем «B64» с того же года.

### Первое почтовое отделение
Первое почтовое отделение на Сейшельских островах было открыто в Виктории, на острове Маэ 11 декабря 1861 года. Это было отделение почтовой службы Маврикия, там до 1890 года использовались почтовые марки Маврикия. Следующее почтовое отделение на Сейшельских островах открылось только в 1901 году.

### Морское почтовое сообщение
Более-менее регулярная перевозка почтовых отправлений на Сейшелы и из Сейшел началась после получения подряда на почтовые перевозки пароходной службой «Messagerie Maritime» в 1866 году. В 1877 году, по сведениям Почтовой службы Маврикия, на Сейшелы и из Сейшел было перевезено 14 184 письма.

### Почтовая автономия
Местная почта стала автономной от почты Маврикия в августе 1892 года, и в 1893 году открылось первое местное почтовое отделение на Сейшелах.
Получение и отправка писем было поручено полицейским полицейских участков, но в июле 1894 года от этого отказались по причине их загруженности. В 1894 году новый администратор Бикхам Свит-Эскотт решил улучшить работу почты и учредил новую Внутреннюю почтовую службу (Inland Postal Service). В августе 1895 года был заключён контракт на перевозку почты с «British India Steam Navigation Company».
На регулярность доставки почтовых отправлений периодически влиял карантин судов.
Местная почтовая связь охватывала всё население островов Маэ, Праслен, Ла-Диг, включая Внешние острова. В 1965 году почтовая связь также распространилась и на Британские территории в Индийском океане.

### Авиапочтовое сообщение
В сентябре 1932 года была учреждена авиапочтовая связь, но фактически она стала действовать в феврале 1938 года. Доставка авиапочты осуществлялась через Карачи и Найроби.
Первый гражданский самолёт прилетел на Сейшелы в июне 1939 года из Австралии.
В 1948 году после открытия Королевскими ВВС авиабазы на Сейшелах летающая лодка «Каталина» стала совершать рейсы между Сейшелами, Маврикием, Мадагаскаром и Кенией, осуществляя перевозку корреспонденции, при этом почтовые отправления военнослужащих подвергались цензуре.
В январе 1953 года авиакомпания «East African Airway Corporation» попыталась наладить первое авиапочтовое сообщение с Кенией с использованием гидросамолёта, но оно оказалось убыточным и было позднее прекращено.
В 1963 году ВВС США построили станцию слежения за спутниками на острове Маэ и организовали авиасообщение с помощью гидросамолётов с Момбасой, доставлявших авиапочтовые отправления первого и второго класса с августа 1964 года.
Авиакомпания «Wilkenair» организовала авиапочтовое сообщение в мае 1970 года, за которым последовало открытие международного аэропорта в 1971 году. В июле 1971 года авиакомпания «BOAC» начала еженедельную транспортировку почтовых отправлений.

### Современное положение
В настоящее время (2021) работают почтовые отделения в Виктории, Анс-Ройяле, Гран-Ансе (о. Праслен), Бе-Сент-Анне (о. Праслен), на острове Ла-Диге. Был принят современный Закон о почтовой связи, заменивший Закон о почтовой связи 1803 года.

## Выпуски почтовых марок

### Первые почтовые марки Сейшельских островов

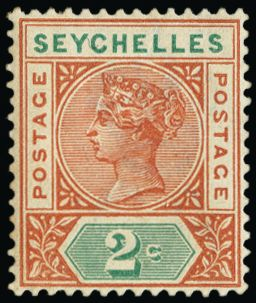
Почтовая марка Сейшельских островов номиналом 2 цента королевы Виктории

Первые почтовые марки с надписью англ. «Seychelles» (Сейшельские острова) были выпущены 5 апреля 1890 года и представляли собой марки колониального типа королевы Виктории.
За ними последовал ряд различных выпусков, все одинакового дизайна, включая марки с надпечатками нового номинала в 1893 году и в 1901 году.

### Эдуард VII и Георг V
С 1906 года для Эдуарда VII и Георга V были выпущены другие марки колониального типа. До 1928 года все марки эмитировались одного типа.

### Георг VI

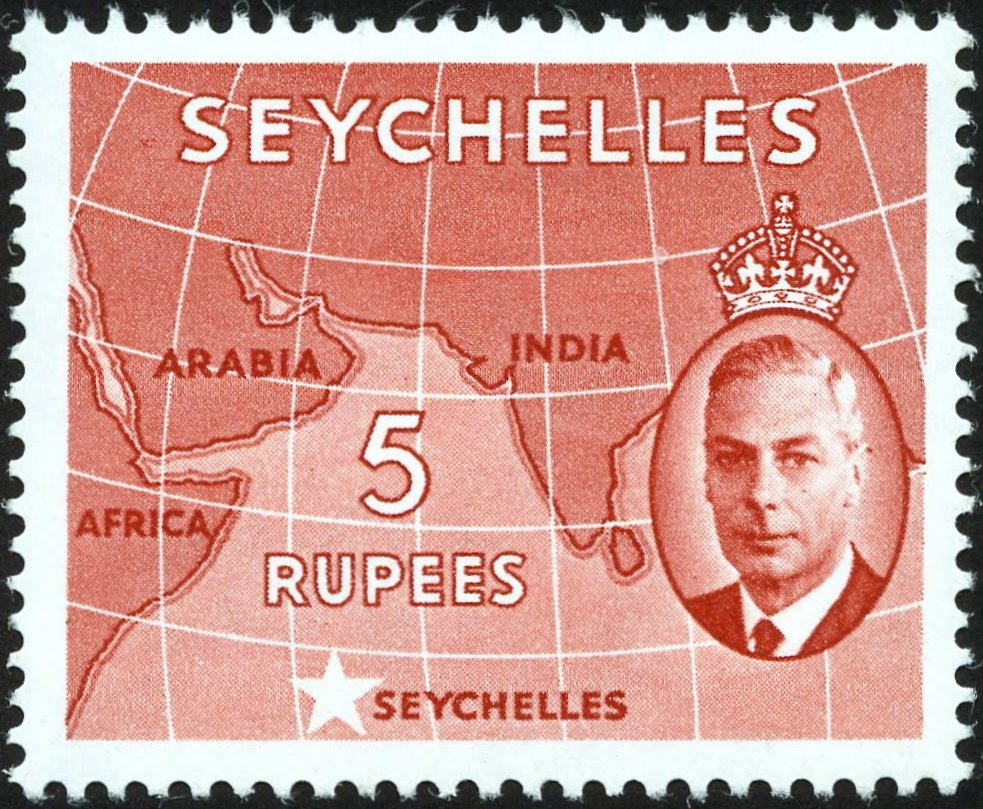
Местонахождение Сейшельских островов на почтовой марке 1952 г.

В 1937 году Сейшельские Острова участвовали в омнибусном выпуске, посвящённом коронации Георга VI, при этом были выпущены три почтовые марки. Это были первые памятные марки Сейшел.
В 1938 году была выпущена характерная серия стандартных марок, напечатанная способом фотогравюры типографией Harrison & Sons, что ознаменовало изменения в дизайне британских колониальных марок.
В 1952 году эти стандартные марки были перевыпущены с новым портретом короля с изображением короны над ним.

### Елизавета II

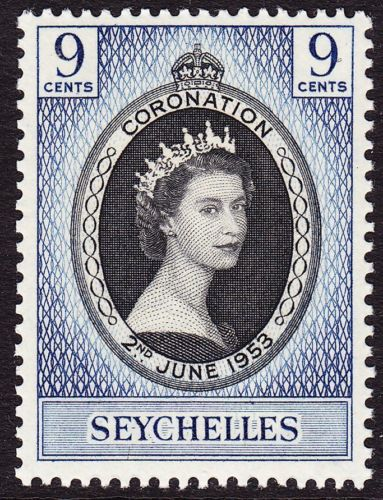
Коронационная почтовая марка Сейшельских островов 1953 г.

В 1953 году Сейшельские острова приняли участие в омнибусном выпуске, посвящённом коронации Елизаветы II: была выпущена одна почтовая марка.
В 1954 году стандартные марки 1938 года выпуска были изменены с добавлением изображения портрета Елизаветы II.
Последовали регулярные выпуски памятных и стандартных марок. Для почтовых марок Сейшельских Островов характерны надписи: англ. «Seychelles» («Сейшельские острова»), «Postage» («Почтовый сбор»).
Первый почтовый блок Сейшел вышел в 1971 году.

### Независимость
После обретения независимости в 1976 году с почтовых марок Сейшельских Островов исчез портрет Елизаветы II и аббревиатура «E II R» («Королева Елизавета II»).
Провозглашение независимости было отмечено выпуском серии памятных марок.
В 1977 году памятная марка и почтовый блок Сейшел были посвящены 60-летию Великой Октябрьской социалистической революции.

## Другие виды почтовых марок

### Доплатные
C 1951 года на Сейшельских островах выпускались доплатные марки. На них надпись англ. «Postage due» («Почтовая доплата»).

## Галерея
Почтовая марка Сейшельских Островов с одним и тем же сюжетом, которая была первоначально выпущена в 1938 году для короля Георга VI, затем с изменённым портретом его же в 1952 году и наконец для королевы Елизаветы II в 1954 году. Все они выполнены способом фотогравюры в типографии Harrison & Sons.

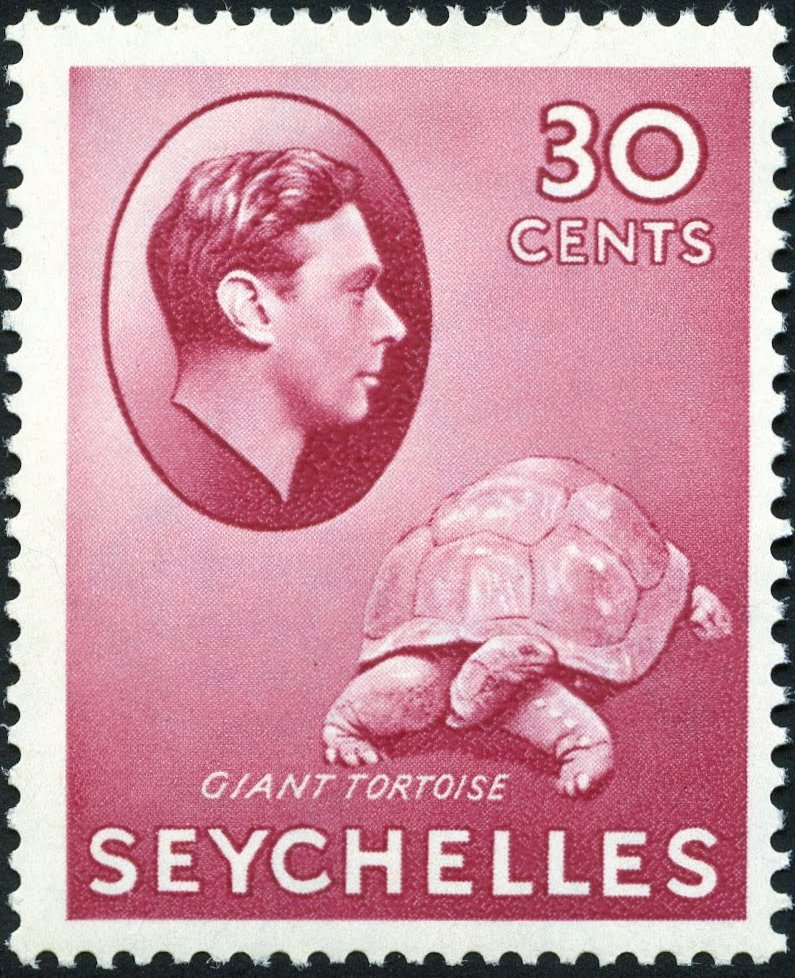
30 центов, Георг VI, 1938 г.
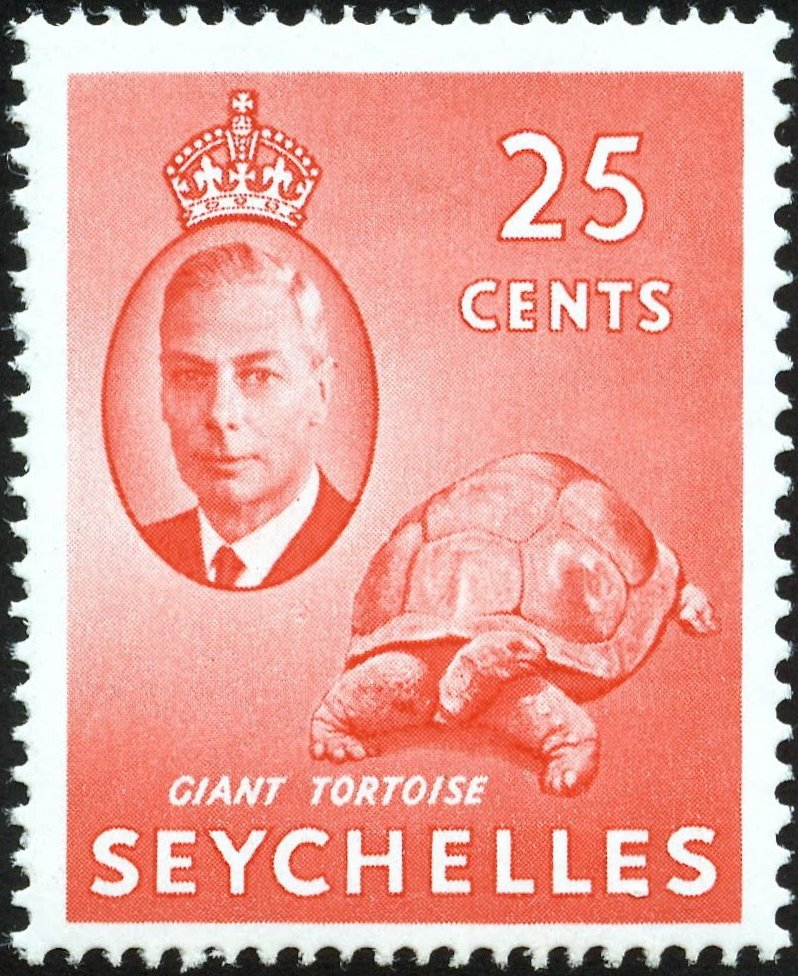
25 центов, Георг VI, 1952 г.
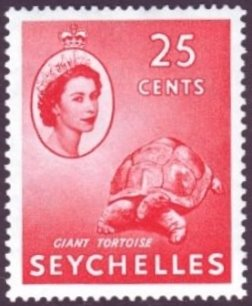
25 центов, Елизавета II, 1954 г.

## Внешние Сейшельские острова

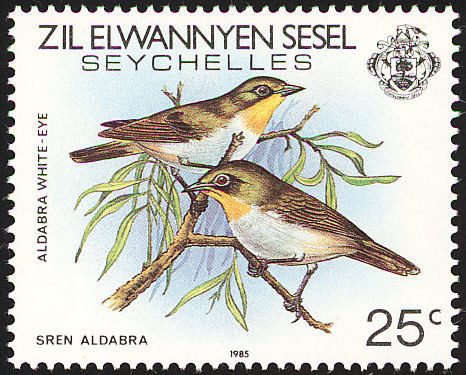
Почтовая марка с надписью «Zil Elwannyen Sesel», 1985 г.

Почтовые марки с надписями «Zil Eloigne Sesel» (1980—1982), «Zil Elwagne Sesel» (1982—1984) и «Zil Elwannyen Sesel» (1985—1992) выпускались для Внешних Сейшельских островов Альдабра, Коэтиви, Фаркуар и Амиранте, ранее входивших в колонию Британские территории в Индийском океане и возвращённых Республике Сейшельские Острова в 1976 году. Указанные острова обслуживались передвижным почтовым отделением, которое работало на пароходе «Cinq-Juin». Выпуск таких почтовых марок был прекращён в 1992 году.